# Dante Lam
Dante Lam Chiu-Yin (林超贤S, Lín ChāoxiánP; Hong Kong, 1º luglio 1964) è un regista, sceneggiatore, attore e produttore cinematografico hongkonghese.

## Biografia
Tra le maggiori figure del cinema d'azione contemporaneo di Hong Kong, ha lavorato come aiuto regista in alcuni film di John Woo, portando inoltre avanti la carriera di attore e di produttore. Nel 1998 ha vinto assieme a Gordon Chan l'Hong Kong Film Award per il miglior regista per Beast Cops.

## Filmografia

### Regia
- Option Zero (1997)
- Beast Cops, co-regia con Gordon Chan (1998)
- When I Look Upon the Stars (1999)
- Jiang Hu: The Triad Zone (2000)
- Runaway (2001)
- Hit Team (2001)
- Tiramisu (2002)
- Vampire Effect, co-regia con Donnie Yen (2003)
- Naked Ambition (2003)
- Love on the Rocks (2004)
- Heat Team (2004)
- Undercover Hidden Dragon, co-regia con Gordon Chan (2006)
- Sparkling Red Star (2007)
- The Beast Stalker (2008)
- Storm Rider Clash of the Evils (2008)
- The Sniper (2009)
- Fire of Conscience (2010)
- The Stool Pigeon (2010)
- The Viral Factor (2011)
- Unbeatable (2013)
- That Demon Within (2014)
- To the Fore (2015)
- Operazione Mekong (2016)
- Operation Red Sea (2018)
- The Rescue (2020)